# Венгерско-словенские отношения
Венгерско-словенские отношения — двусторонние дипломатические отношения между Венгрией и Словенией. Протяжённость государственной границы между странами составляет 94 км.

## История

### Ранние отношения до 1918 года
Венгерско-словенские отношения в историческом контексте характеризуются длительным периодом совместного пребывания в составе Австро-Венгерской империи до XX века, что способствовало формированию определенных связей и общего опыта между населением этих регионов. Религиозная общность, выраженная в преобладании римско-католического вероисповедания в обоих регионах, создавала культурную близость в имперском контексте, однако различный политический статус территорий (Венгрия как королевство в составе дуалистической монархии, Словения под прямым управлением Габсбургов) способствовал развитию отдельных национальных идентичностей. Историческое взаимодействие двух народов также включало более ранние контакты, когда южные границы словенского языкового ареала сократились под влиянием мадьярских переселенцев, что установило раннюю, хотя и не всегда мирную, связь между предками современных венгров и словенцев.

### Период с 1918 по 1945 год
Завершение Первой мировой войны и последующий распад Австро-Венгерской империи в 1918 году ознаменовали значительное расхождение исторических путей Словении и Венгрии: Словения, стремясь к объединению с другими южными славянами, вошла в состав Королевства сербов, хорватов и словенцев (позднее преобразованного в Югославию), тогда как Венгрия стала независимым государством. Трианонский договор, подписанный после Первой мировой войны, сформировал демографический ландшафт, разместив венгерские общины в пределах границ Словении, а в период Второй мировой войны Словения подверглась разделу между нацистской Германией, фашистской Италией и Венгрией, причем венгерская оккупация региона Прекмурье с заметным словенским населением представляет собой период прямого, хотя и временного, конфликта между двумя государствами, что заложило основу для различных послевоенных путей развития этих стран.

### Период с 1992 года
16 января 1992 года страны установили дипломатические отношения, после провозглашения независимости Словенией от Югославии. В этом году Венгрия, осуществлявшая демократический переход после падения социалистического режима, признала независимость Словении.  Страны открыли посольства в столицах друг друга, а Словения также учредила генеральное консульство в Сентготхарде. С тех пор страны поддерживают контакты на двустороннем и многостороннем уровнях. Важным этапом развития двусторонних связей стало подписание соглашения о правах национальных меньшинств, 30-летие которого отмечалось в мае 2023 года и которое способствовало укреплению трансграничного сотрудничества. В 2004 году обе страны единовременно вступили в Европейский союз. В 2001 году Венгрия публично заявила о своей поддержке кандидатуры Словении на вступление в НАТО и готовности оказать ей содействие в этом. Между странами подписано 58 двусторонних соглашений, что показывает высокий уровень взаимодействие сторон. Проблематикой в отношениях является положение национальных меньшинств в обеих страна, строительство транспортных сетей и увеличение товарооборота.
В ноябре 2015 года президент Словении Борут Пахор осуществил официальный визит в Будапешт, где провёл встречу с президентом Венгрии Яношем Адером. В ходе встречи стороны подчеркнули дружеский характер отношений между государствами, а также договорились сообща решать возникший Европейский миграционный кризис.
Политические отношения между Венгрией и Словенией формируются под влиянием идеологического взаимодействия правящих партий. Ключевым фактором выступает тесное сотрудничество венгерской партии «Фидес» (во главе с премьер-министром Виктором Орбаном) и словенской Демократической партии (СДС), занимающей правоцентристские позиции. С 2018 года зафиксированы случаи публичной взаимной поддержки: Орбан открыто высказывался в пользу лидера СДС Янеза Янши, а СМИ сообщали о негласном финансировании словенской партии из венгерских источников, что вызвало дискуссии о внешнем влиянии на внутреннюю политику Словении. Несмотря на официально позитивный характер двусторонних отношений, партийные связи периодически усложняют диалог в рамках ЕС, особенно из-за расхождений в вопросах верховенства права и свободы СМИ. Конфликтным эпизодом стал дипломатический спор 2019 года, когда словенское правительство отказалось удовлетворять требования Венгрии о санкциях против журнала «Младина», опубликовавшего сатирическую карикатуру на Орбана, подтвердив приверженность принципам независимой журналистики. Эти противоречия, а также различия в подходах к европейской интеграции (более критичная позиция Венгрии по отдельным вопросам ЕС против общего проевропейского курса Словении) создают ситуацию, где межгосударственная прагматичность сочетается с идеологическими трениями, влияющими на публичную дискуссию и региональную политику.
В феврале 2022 года экс-премьер-министр Словении Янез Янша подчеркнул «хорошие и добрососедские связи» между странами. Позже в том же году премьер-министр Венгрии Виктор Орбан и его словенский коллега Роберт Голоб совместно констатировали «свободу от проблемных аспектов» в двусторонних отношениях. Во время официального визита в Венгрию в 2023 году президент Словении Наташа Пирц Музар обозначила поддержание добрососедства как задачу «первостепенной важности». Интенсификация сотрудничества достигла нового уровня к сентябрю 2024 года, когда министр иностранных дел Венгрии Петер Сийярто охарактеризовал экономическое и энергетическое взаимодействие как «наиболее эффективное за всю историю».
В период 2023-2024 годов венгерско-словенские дипломатические отношения характеризовались интенсивным взаимодействием на высшем уровне и реализацией стратегических проектов. В марте 2023 года председатели парламентов стран обсудили вопросы прав национальных меньшинств: словенской общины в Венгрии и венгерской — в Словении. Апрельская встреча премьер-министра Венгрии Виктора Орбана с президентом Словении Наташей Пирц Музар сосредоточилась на европейской безопасности, включая урегулирование украинского конфликта. Знаковым событием стало подписание в августе 2023 года соглашения о газовом интерконнекторе, предусматривающего строительство первого прямого газопровода между государствами, что сделало Словению единственным соседом Венгрии с подобной инфраструктурной связью. Сентябрь 2024 года отмечен переговорами министров иностранных дел, подтвердивших эффективность энергетического и экономического сотрудничества, включая реализацию договора 2022 года о социально-экономическом развитии приграничных регионов Прекмурья и Раба, где создан двусторонний фонд поддержки. Взаимные визиты глав государств (включая официальный визит словенского президента в Будапешт) закрепили институционализацию диалога по вопросам энергобезопасности, защиты прав меньшинств и общеевропейской стабильности, демонстрируя поступательное углубление межгосударственного партнёрства.

## Торговля
С 1992 года товарооборот между странами неуклонно растёт. В 2001 году Венгрия являлась 13-м по величине партнером по экспорту товаров из Словении, которых было поставлено на сумму 156 млн. долларов США (1,7 % от общего объема экспорта Словении), при этом Словения импортировала товаров из Венгрии на сумму 314 млн. долларов США, что составляет 3,1 % от общего объема импорта Словении. Экспорт Венгрии в Словению: сельскохозяйственные и пищевые продукты. В 2000 году прямые инвестиции Венгрии в экономику Словении составили сумму 6,7 млн. долларов США, а Словения инвестировала 4,5 млн. долларов США в экономику Венгрии. 
В 2014 году товарооборот между странами составил сумму 1,7 млрд. евро.

## Образование и наука
Образовательные и научные обмены составляют значимый аспект культурного взаимодействия между Венгрией и Слoвенией. Ключевым инструментом сотрудничества стала двусторонняя программа в сфере образования, науки и культуры на 2022–2025 гг., закрепившая развитие академической мобильности и межгосударственных инициатив. Этот проект расширяет положения Соглашения 1992 года о гарантиях специальных прав национальных меньшинств, включая систему взаимного предоставления стипендий для студентов и преподавателей. Реализуемые рабочие планы устанавливают квоты, условия финансирования и процедуры отбора участников программ обмена. Совместные усилия способствуют межвузовскому партнёрству, формированию личных и профессиональных связей в академической среде, а также развитию научно-исследовательских проектов. Регулярный обмен методиками преподавания и исследовательскими практиками создаёт основу для интеграции образовательных систем и формирования единого научно-образовательного пространства в регионе.